# Rupt-aux-Nonains
Pour les articles homonymes, voir Rupt (homonymie) et Nonains.
Rupt-aux-Nonains est une commune française située dans le département de la Meuse, en région Grand Est.

## Géographie

### Situation
Rupt-aux-Nonains est un petit village meusien situé dans la vallée de la Saulx entre Bar-le-Duc et Saint-Dizier.

#### Communes limitrophes
| Haironville          | Bazincourt-sur-Saulx | Bazincourt-sur-Saulx |
| Haironville          | Rupt-aux-Nonains     | Bazincourt-sur-Saulx |
| Cousances-les-Forges | Lavincourt           | Lavincourt           |

### Hydrographie
La commune est dans la région hydrographique « la Seine de sa source au confluent de l'Oise (exclu) » au sein du bassin Seine-Normandie. Elle est drainée par la Saulx, l'Ornel, le cours d'eau 02 de la Forge et le cours d'eau 01 de l'Étang de la Carpière,.
La Saulx, d'une longueur de 115 km, prend sa source dans la commune de Germay et se jette  dans la Marne à Vitry-le-François, après avoir traversé 39 communes. 
L'Ornel, d'une longueur de 14 km, prend sa source dans la commune  et se jette  dans la Marne à Saint-Dizier, après avoir traversé cinq communes. 

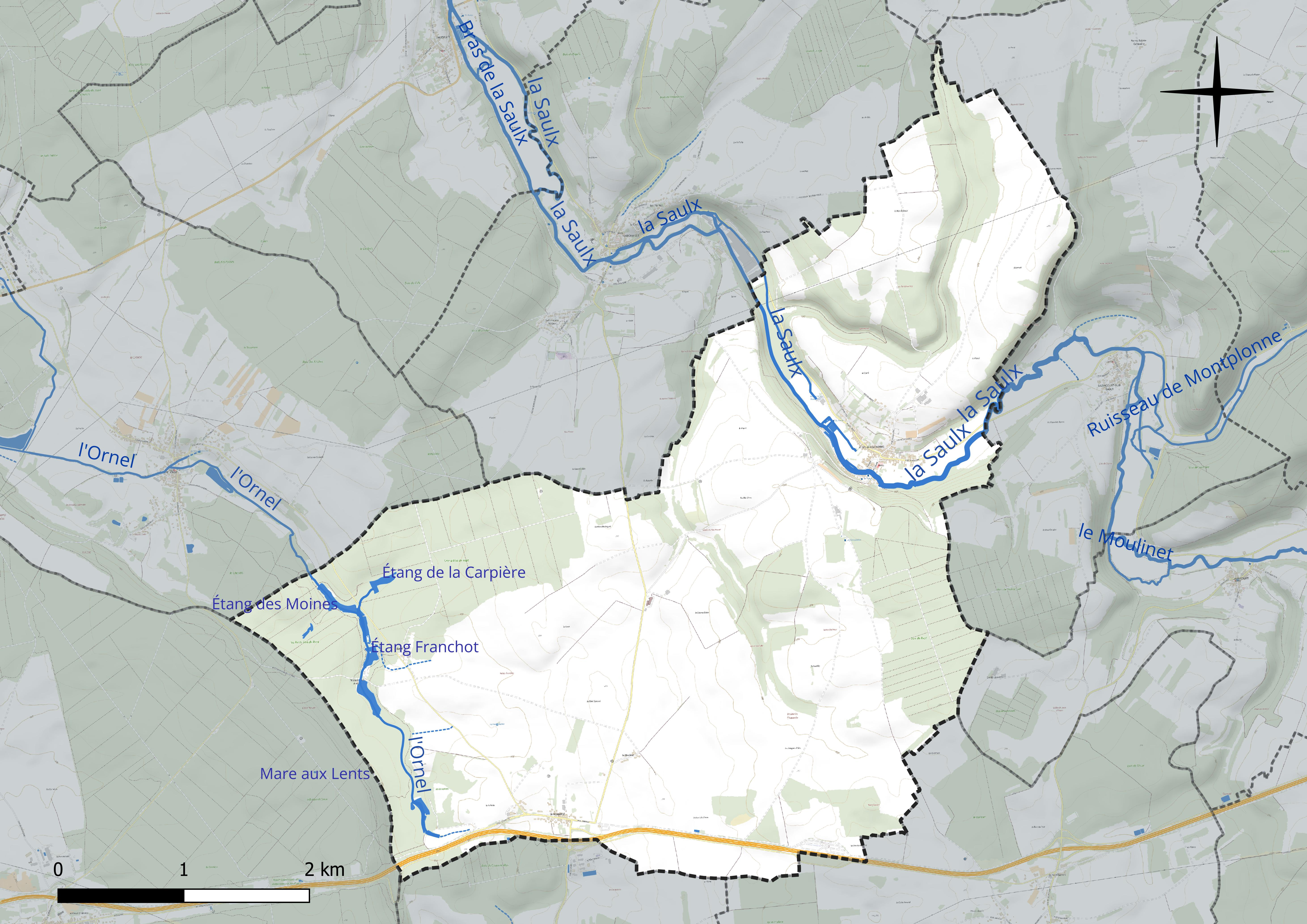
Réseau hydrographique de Rupt-aux-Nonains.

Trois plans d'eau complètent le réseau hydrographique : l'étang de la Carpière (1,2 ha), l'étang des Moines (2,4 ha) et l'étang Franchot (1,3 ha),.

### Climat
Pour des articles plus généraux, voir Climat du Grand Est et Climat de la Meuse.
En 2010, le climat de la commune est de type climat de montagne, selon une étude du Centre national de la recherche scientifique s'appuyant sur une série de données couvrant la période 1971-2000. En 2020, Météo-France publie une typologie des climats de la France métropolitaine dans laquelle la commune est exposée à un climat océanique altéré et est dans la région climatique  Lorraine, plateau de Langres, Morvan, caractérisée par un hiver rude (1,5 °C), des vents modérés et des brouillards fréquents en automne et hiver. 
Pour la période 1971-2000, la température annuelle moyenne est de 10,1 °C, avec une amplitude thermique annuelle de 15,8 °C. Le cumul annuel moyen de précipitations est de 1 018 mm, avec 14 jours de précipitations en janvier et 9,6 jours en juillet. Pour la période 1991-2020, la température moyenne annuelle observée sur la station météorologique de Météo-France la plus proche, « Saint-Dizier », sur la commune de Saint-Dizier à 12 km à vol d'oiseau, est de 11,6 °C et le cumul annuel moyen de précipitations est de 794,5 mm. 
La température maximale relevée sur cette station est de 41,4 °C, atteinte le 25 juillet 2019 ; la température minimale est de −22,5 °C, atteinte le 14 février 1956,,. 
Les paramètres climatiques de la commune ont été estimés pour le milieu du siècle (2041-2070) selon différents scénarios d'émission de gaz à effet de serre à partir des nouvelles projections climatiques de référence DRIAS-2020. Ils sont consultables sur un site dédié publié par Météo-France en novembre 2022.

## Urbanisme

### Typologie
Au 1er janvier 2024, Rupt-aux-Nonains est catégorisée commune rurale à habitat dispersé, selon la nouvelle grille communale de densité à sept niveaux définie par l'Insee en 2022.
Elle est située hors unité urbaine. Par ailleurs la commune fait partie de l'aire d'attraction de Saint-Dizier, dont elle est une commune de la couronne,. Cette aire, qui regroupe 72 communes, est catégorisée dans les aires de 50 000 à moins de 200 000 habitants,.

### Occupation des sols
L'occupation des sols de la commune, telle qu'elle ressort de la base de données européenne d’occupation biophysique des sols Corine Land Cover (CLC), est marquée par l'importance des territoires agricoles (64,1 % en 2018), en diminution par rapport à 1990 (65,7 %). La répartition détaillée en 2018 est la suivante : 
terres arables (57 %), forêts (33,7 %), zones agricoles hétérogènes (3,7 %), prairies (3,4 %), zones urbanisées (2,2 %). L'évolution de l’occupation des sols de la commune et de ses infrastructures peut être observée sur les différentes représentations cartographiques du territoire : la carte de Cassini (XVIIIe siècle), la carte d'état-major (1820-1866) et les cartes ou photos aériennes de l'IGN pour la période actuelle (1950 à aujourd'hui).

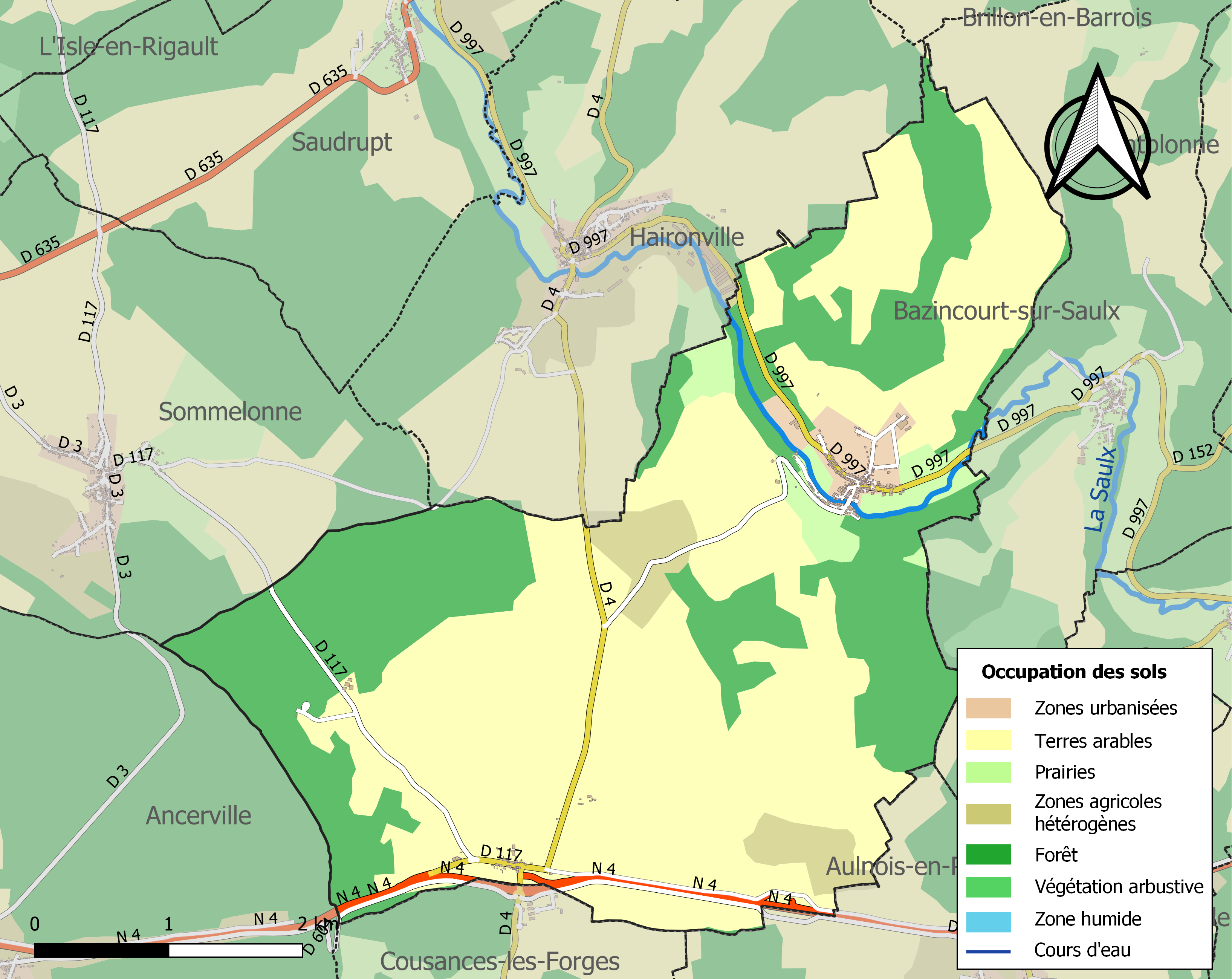
Carte des infrastructures et de l'occupation des sols de la commune en 2018 (CLC).

## Toponymie
La localité est attestée sous les formes monasterium Rivi ad Nonas en 1136, Rus les Dames en 1371.

Les formes anciennes montrent qu'il s'agit du mot ru « ruisseau », graphiée tardivement rupt dans les textes, par fausse étymologie,.

Le terme a dû désigner le cours supérieur du Ruisseau de Saulx, écrit Ernest Nègre.
Le déterminant complémentaire aux-Nonains procède du dérivé Nonnanes du latin médiéval nonna « religieuse » et semble indiquer que les terres appartenaient à un couvent de femmes, des Bénédictines, comme l'évoque la première mention de la localité monasterium Rivi ad Nonas.

## Politique et administration
| Période                                  | Période                   | Identité                                     | Étiquette | Qualité |
| ---------------------------------------- | ------------------------- | -------------------------------------------- | --------- | ------- |
| Les données manquantes sont à compléter. |                           |                                              |           |         |
| avril 1945                               | décembre 1951             | Louis Best                                   |           |         |
| mars 2001                                | mars 2008                 | Jean-Claude Bastien                          |           |         |
| mars 2008                                | En cours (au 26 mai 2020) | Yannik Intins Réélu pour le mandat 2020-2026 |           |         |

## Population et société

### Démographie
L'évolution du nombre d'habitants est connue à travers les recensements de la population effectués dans la commune depuis 1793. Pour les communes de moins de 10 000 habitants, une enquête de recensement portant sur toute la population est réalisée tous les cinq ans, les populations de référence des années intermédiaires étant quant à elles estimées par interpolation ou extrapolation. Pour la commune, le premier recensement exhaustif entrant dans le cadre du nouveau dispositif a été réalisé en 2007.

En 2022, la commune comptait 367 habitants, en évolution de +0,55 % par rapport à 2016 (Meuse : −4,4 %, France hors Mayotte : +2,11 %).
| 1793 | 1800 | 1806 | 1821 | 1831 | 1836 | 1841 | 1846 | 1851 |
| ---- | ---- | ---- | ---- | ---- | ---- | ---- | ---- | ---- |
| 755  | 789  | 783  | 879  | 939  | 909  | 837  | 832  | 802  |

| 1856 | 1861 | 1866 | 1872 | 1876 | 1881 | 1886 | 1891 | 1896 |
| ---- | ---- | ---- | ---- | ---- | ---- | ---- | ---- | ---- |
| 667  | 709  | 690  | 655  | 633  | 662  | 624  | 610  | 560  |

| 1901 | 1906 | 1911 | 1921 | 1926 | 1931 | 1936 | 1946 | 1954 |
| ---- | ---- | ---- | ---- | ---- | ---- | ---- | ---- | ---- |
| 543  | 533  | 472  | 452  | 441  | 423  | 422  | 370  | 423  |

| 1962 | 1968 | 1975 | 1982 | 1990 | 1999 | 2006 | 2007 | 2012 |
| ---- | ---- | ---- | ---- | ---- | ---- | ---- | ---- | ---- |
| 424  | 411  | 384  | 359  | 359  | 353  | 360  | 361  | 359  |

| 2017 | 2022 | - | - | - | - | - | - | - |
| ---- | ---- | - | - | - | - | - | - | - |
| 371  | 367  | - | - | - | - | - | - | - |

## Culture locale et patrimoine

### Lieux et monuments
- L'église Saint-Pierre-et-Saint-Paul du XIIe siècle, de style roman inscrite aux Monuments historiques en 1970  Inscrit MH (1970)[28].
- Le pont sur la Saulx de 1557, classé au titre des Monuments historiques  Classé MH (1975)[29].
- Le point de vue situé en haut du calvaire qui donne une vue sur le village.

### Personnalités liées à la commune
- Louis Best (1879-1951), « l'As des As de l’infanterie française », cultivateur et maire.
- René Morel, sous-lieutenant pilote du groupe de bombardement II/12 décédé le 28 mai 1940 (dix-sept jours après avoir été abattu lors de l'attaque d'une colonne à proximité de la frontière belge[30]), aviateur dont le souvenir est conservé par un vitrail visible en l'église Saint-Pierre-et-Saint-Paul, représentant son agonie (en haut le Jésuite qui veilla sur lui et en bas une des religieuses qui lui prodiguèrent des soins)[31].

### Héraldique
| Blason de Rupt-aux-Nonains | Blason  | De gueules à la bande ondée d'argent chargé de trois anilles de sinople mis en bande, accompagné en chef d'un fer de lance d'or posé en bande et en pointe d'un vanneau du même huppé et becqué de sable. |
| Blason de Rupt-aux-Nonains | Détails | Armoiries composées et dessinées par R.A. Louis et adoptées par la commune en mars 2015. |